# Ени махала (Мъгленско)
Ени махала (гръцки: Μικροχώρι, Микрохори, катаревуса  Μικροχώριον Микрохорион, до 1926 година  Γενή Μαχαλά, Йени махала) е село в Егейска Македония, Гърция, в дем Мъглен (Алмопия) в административна област Централна Македония.

## География
Ени махала е разположено на 160 m надморска височина в централната част на котловината Мъглен (Моглена), на 5 km западно от демовия център Съботско (Аридеа). Административно селото се води част от Биджова махала (Пиперия).

## История

### В Османската империя
Според статистиката на Васил Кънчов („Македония. Етнография и статистика“) в 1900 година в Ени Махале живеят 200 турци.
Екзархийската статистика за Воденската каза от 1912 година го споменава със 130 жители.

### В Гърция
През Балканската война в 1912 година селото е окупирано от гръцки части и остава в Гърция след Междусъюзническата война в 1913 година. Боривое Милоевич пише в 1921 година („Южна Македония“), че Йени-махала (Јени-махала) има 35 къщи турци.
В 1924 година турското му население се изселва в Турция и на негово място са настанени гърци, бежанци от Турция. В 1926 година е преименувано на Микрохори (в превод Малко село). Според преброяването от 1928 година селото е чисто бежанско с 19 бежански семейства и 66души.
Селото произвежда пипер, десертно грозде, боб и ябълки.
| Година    | 1913 | 1920 | 1928 | 1940 | 1951 | 1961 | 1971 | 1981 | 1991 | 2001 | 2011 | 2021 |
| --------- | ---- | ---- | ---- | ---- | ---- | ---- | ---- | ---- | ---- | ---- | ---- | ---- |
| Население |      | 103  | 70   | 95   | 102  | 75   | 41   |      |      |      |      |      |